# Cochlostoma braueri
Cochlostoma braueri is een slakkensoort uit de familie van de Megalomastomatidae. De wetenschappelijke naam van de soort is voor het eerst geldig gepubliceerd in 1897 door A.J. Wagner.